# Vladimír Mandel
Vladimír Mandel (* 28. května 1939) je československý basketbalista,  trenér a sportovní funkcionář. V roce 1962 vystudoval fakultu architektury a pozemního stavitelství a byl profesí projektant. Je nejmladším synem ak. mal. Jury Mandela.
V československé basketbalové lize hrál celkem 12 sezón, z toho osm sezón za tým Spartak Sokolovo / od roku 1965 Sparta ČKD Praha, jednu sezónu (1963/64) za Duklu Dejvice a tři sezóny za Slavoj Vyšehrad.
V letech 1969-1971 hrál basketbalovou ligu v Lucembursku za klub BBC Arantia Larochette. V roce 1970 s klubem byl vítězem Lucemburského poháru, když ve vítězném finálovém utkání proti Racing Luxembourg (99:77) byl nejlepším střelcem zápasu a zaznamenal rekordních 48 bodů.
Po návratu byl hráčem družstva Slavoj Vyšehrad, který hrál 1. resp. 2. ligu basketbalu. Po skončení hráčské kariéry vykonával od roku 1979 funkci trenéra ligového týmů mužů Sparty. Od roku 1993 byl členem vedení BC Sparta Praha.

## Hráčská kariéra

### Kluby
- 1961-1963, 1964-1969, 1981/82 Spartak Sokolovo / od roku 1965 Sparta ČKD Praha - celkem 8 sezón, z toho 5x 3. místo, 1x 4., 1x5. a 1x 9. místo. V lednu 1969 byl se Spartou Praha na měsíčním turné v USA.
- 1963-1964 Dukla Dejvice - (spoluhráčem byl Václav Klaus) na 12. místě ze 14 družstev
- 1971/72, 1973/74 a 1976/77 Slavoj Vyšehrad Praha - 3 sezóny 1. liga, 10., 11. a 12. místo
- 1969-1971 BBC Arantia Larochette (Lucembursko)
  - v roce 1970 vítěz poháru Lucemburska (vítězství nad Racing Luxembourg 99:77), v roce 1971 finalista poháru Lucembusska (prohra s Amicale Steinsel 76:79)
  - start s klubem ve FIBA Poháru vítězů národních pohárů 1970/71, vyřazeni v 1. kole od Racing Bell Mechelen (Belgie)

### Československo
- Za reprezentační družstvo Československa hrál 6 utkání v roce 1964.

## Trenér a funkcionář
- 1979-1985, 1994/95 Sparta Praha - celkem 7 sezon, z toho šest v československé 1.lize a jedna v Mattoni NBL, umístění: 1x 5., 2x 8. a 3x 9. místo, sezóna 1982/83 ve 2.lize - 1. místo
- 1993-2005 člen vedení BC Sparta Praha